# Préludes de Szymanowski
Les Neuf préludes pour piano, op. 1, ont été composés de 1896 à 1900 par Karol Szymanowski. Cette première œuvre témoigne de l'influence de Chopin et de Scriabine.

## Composition
Karol Szymanowski compose ses neuf Préludes en deux temps : 1896 (no 7 et 8) et 1900. La partition est publiée en 1906 à Varsovie, puis en 1913 par les éditions Universal.

## Présentation
1. Andante ma non troppo à 
, en si mineur ;
2. Andante con moto à 
, en ré mineur ;
3. Andantino à 
, en ré bémol majeur ;
4. Andantino con moto à 
 ;
5. Allegro molto — impetuoso à 
, en ré mineur ;
6. Lento — mesto à 
, en la mineur chromatique ;
7. Moderato à quatre temps (noté ) en do mineur ;
8. Andante ma non troppo à quatre temps (noté ) en mi bémol mineur ;
9. Lento — mesto à quatre temps (noté ) en si bémol mineur.

## Analyse
Les Neuf préludes sont une partition de jeunesse de Karol Szymanowski : ce « cahier sombre et dolent » témoigne de l'influence « du premier Scriabine, lequel suivait lui-même les traces de Chopin », ainsi que de « Wagner, que le compositeur prisait beaucoup à l'époque ».
Selon Guy Sacre, « les Préludes, les Études op. 4 et les deux cahiers de Variations (op. 3 et op. 10) témoignent de dons magnifiques, qui ne sont pas uniquement ceux du suiveur et de l'épigone ».

### Ouvrages généraux
- André Lischke et François-René Tranchefort (dir.), Guide de la musique de piano et de clavecin : Karol Szymanowski, Paris, Fayard, coll. « Les Indispensables de la musique », 1987, 869 p. (ISBN 978-2-213-01639-9), p. 801-805.
- Guy Sacre, La musique de piano : Karol Szymanowski, vol. II (J-Z), Paris, Robert Laffont, coll. « Bouquins », 1998, 2998 p. (ISBN 978-2-221-08566-0), p. 2762-2778.